# Herrarnas parhoppning i svikthopp i simhopp vid olympiska sommarspelen 2012
Herrarnas parhoppning i svikthopp i simhopp vid olympiska sommarspelen 2012 i London ägde rum den 1 augusti i London Aquatics Centre.

## Medaljörer
| Event                     | Guld                    | Silver                                    | Brons                          |
| Parhoppning 3 meter svikt | Luo Yutong Qin Kai Kina | Ilja Zacharov Jevgenij Kuznetsov Ryssland | Troy Dumais Kristian Ipsen USA |

## Resultat
| Placering | Land                                               | Hopp  | Hopp  | Hopp  | Hopp  | Hopp   | Hopp   | Totalt |
| Placering | Land                                               | 1     | 2     | 3     | 4     | 5      | 6      | Totalt |
| --------- | -------------------------------------------------- | ----- | ----- | ----- | ----- | ------ | ------ | ------ |
| 1         | Kina Luo Yutong Qin Kai                            | 56,40 | 52,20 | 85,68 | 88,74 | 104,88 | 89,10  | 477,00 |
| 2         | Ryssland Ilja Zacharov Jevgenij Kuznetsov          | 54,00 | 51,60 | 84,66 | 79,80 | 89,25  | 100,32 | 459,63 |
| 3         | USA Troy Dumais Kristian Ipsen                     | 51,60 | 53,40 | 80,91 | 90,09 | 84,00  | 86,70  | 446,70 |
| 4         | Ukraina Oleksij Pryhorov Illja Kvasja              | 51,00 | 51,00 | 83,64 | 87,78 | 81,60  | 79,20  | 434,22 |
| 5         | Storbritannien Chris Mears Nicholas Robinson-Baker | 52,20 | 52,20 | 77,22 | 78,54 | 84,66  | 87,78  | 432,60 |
| 6         | Kanada Alexandre Despatie Reuben Ross              | 54,00 | 50,40 | 72,00 | 82,62 | 80,19  | 82,62  | 421,83 |
| 7         | Mexiko Yahel Castillo Julián Sánchez               | 54,60 | 50,40 | 86,70 | 79,18 | 65,10  | 78,54  | 415,14 |
| 8         | Malaysia Huang Qiang Bryan Lomas                   | 52,80 | 52,20 | 78,12 | 80,19 | 63,24  | 78,54  | 405,09 |